# Primeiro Congresso Sionista

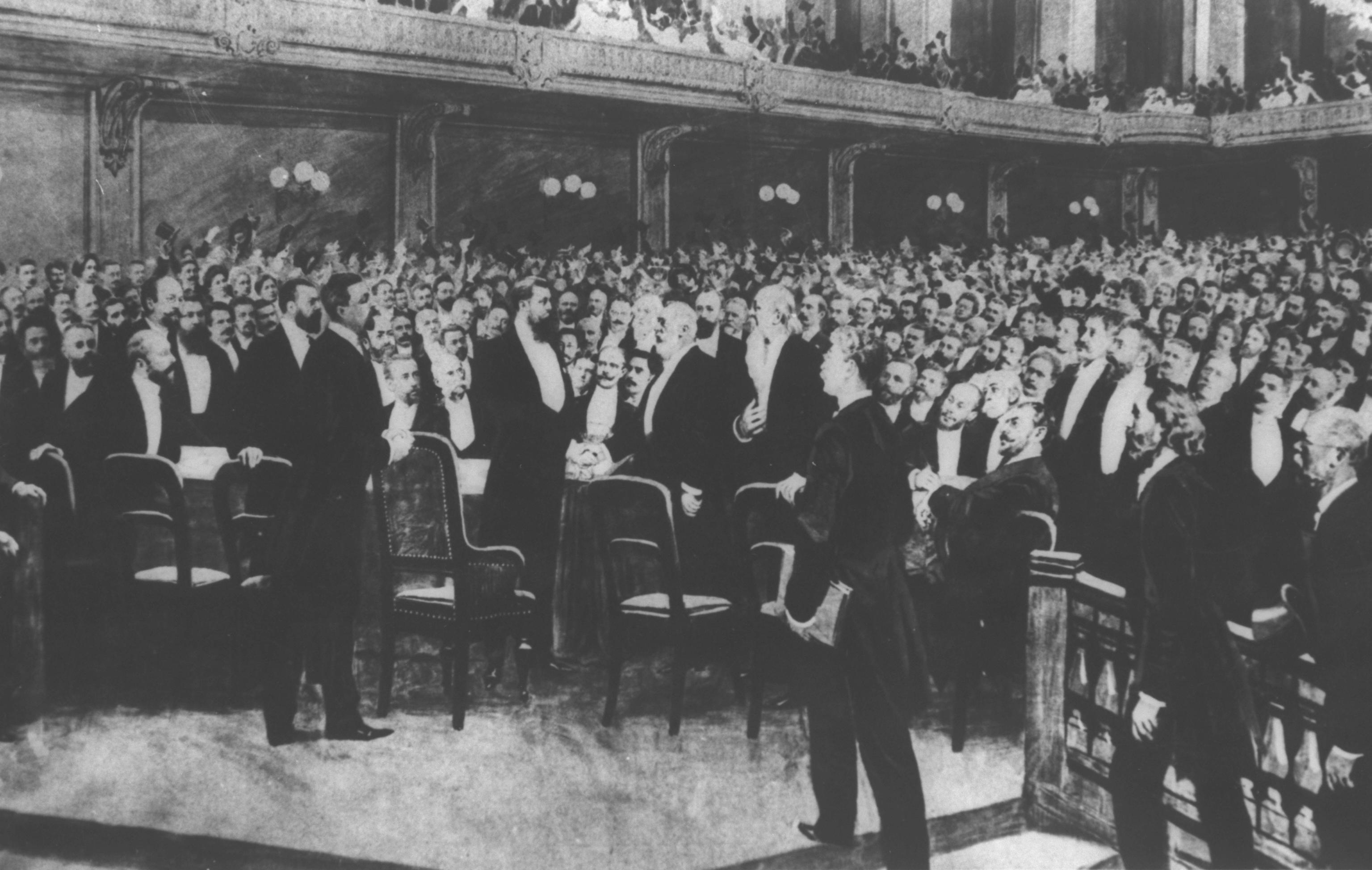
Os delegados no Primeiro Congresso Sionista, realizado em Basel, Suíça (1897).

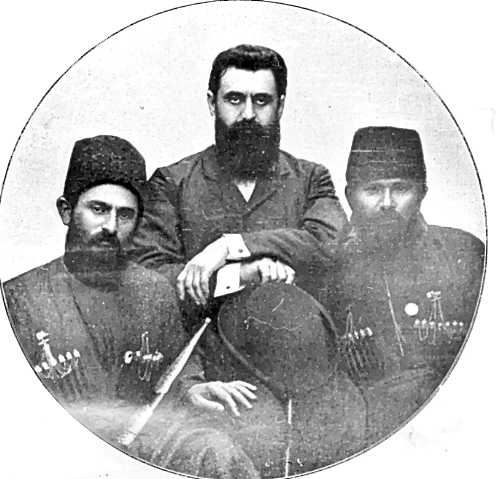
Delegados judeus da montanha com Herzl no Primeiro Congresso Sionista.

Primeiro Congresso Sionista ( em hebraico:  הקונגרס הציוני הראשון) foi o congresso inaugural da Organização Sionista (ZO) (que se tornou a Organização Sionista Mundial (WZO) em 1960) realizado em Basileia, Suíça, de 29 a 31 de agosto de 1897. 208 delegados e 26 correspondentes de imprensa compareceram o evento. Foi convocado e presidido por Theodor Herzl, o fundador do movimento sionista moderno. O Congresso formulou uma plataforma sionista, conhecida como programa Basel, e fundou a Organização Sionista. Também adotou o Hatikvah como seu hino (já o hino de Hovevei Zion e mais tarde se tornaria o hino nacional do Estado de Israel).
A conferência foi coberta pela imprensa internacional, causando uma impressão significativa; a publicidade posteriormente inspirou a falsificação anti-semita Os Protocolos dos Sábios de Sião.

## História

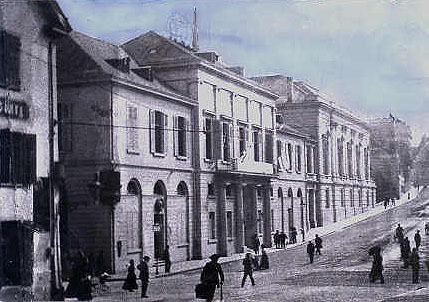
Stadtcasino Basel, onde o Congresso aconteceu.

O primeiro Congresso Sionista foi convocado por Theodor Herzl como um parlamento simbólico para a pequena minoria dos judeus de acordo com a implementação dos objetivos sionistas. Enquanto a oposição da maioria judaica ao sionismo continuaria até depois da revelação do Holocausto na Segunda Guerra Mundial, alguns proponentes apontam para várias direções e correntes desta oposição judaica inicial. "Junto com o desenvolvimento dinâmico do movimento sionista, que gerou ondas de entusiasmo em todo o público judeu, críticas agudas começaram a aparecer sobre o sionismo, alegando que o sionismo não poderia esperar resolver o problema judaico e só serviria para prejudicar a condição dos trabalhadores judeus e sabotar seu próprio reconhecimento como uma classe independente". Como resultado da oposição vocal por parte da liderança da comunidade ortodoxa e reformista, o Congresso, que foi originalmente planejado em Munique, Alemanha, foi transferido para Basel por Herzl. O Congresso aconteceu na sala de concertos do Stadtcasino Basel em 29 de agosto de 1897.

## Delegados

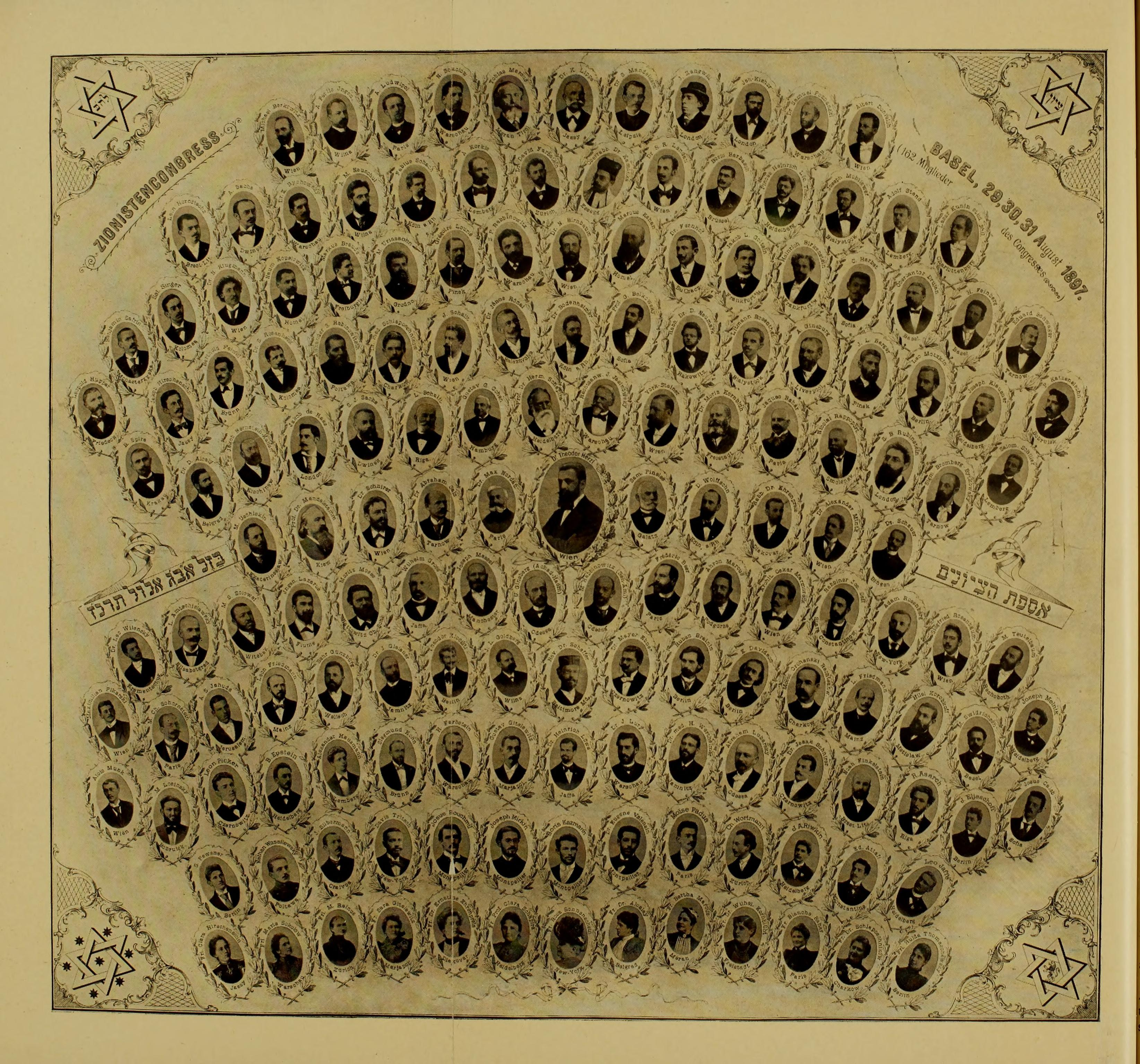
Delegados do Primeiro Congresso Sionista.

Herzl atuou como presidente do Congresso, que contou com a presença de cerca de 200 participantes de dezessete países, 69 dos quais eram delegados de várias sociedades sionistas, e o restante eram convidados individuais. Participaram do Congresso dezessete mulheres, algumas delas em sua capacidade, outras acompanhando representantes.  Embora as mulheres participassem do Primeiro Congresso Sionista, elas não tinham direito a voto; eles receberam direitos plenos de filiação no Segundo Congresso Sionista, no ano seguinte.
Mais da metade dos delegados eram da Europa Oriental, com quase um quarto vindo da Rússia.
Dez cristãos foram convidados como convidados para o Primeiro Congresso Sionista: Tenente Coronel C. Bentinck da Inglaterra; IW Bouthon-Willy de Viena; filha do bispo protestante de Jerusalém, Sra. Maria Kober Gobat, que contribuiu com o martelo usado para abrir o Congresso; Pastor missionário protestante alemão Dr. Johann Lepsius de Berlim; Baron Maxim von Mantueffel de St. Michele, França, que mantinha uma fazenda de treinamento para jovens agricultores judeus; o reverendo John Mitchell; membro do parlamento e presidente do Conselho Nacional da Suíça, Professor Paul Speiser; e o autor, Professor. F. Heman de Basel. Dois convidados adicionais eram os membros mais proeminentes da delegação cristã: William Hechler e Henry Dunant.
Herzl foi eleito presidente do Congresso, com Max Nordau, Abraham Salz e Samuel Pineles eleitos primeiro, segundo e terceiro vice-presidentes, respectivamente.

## Agenda

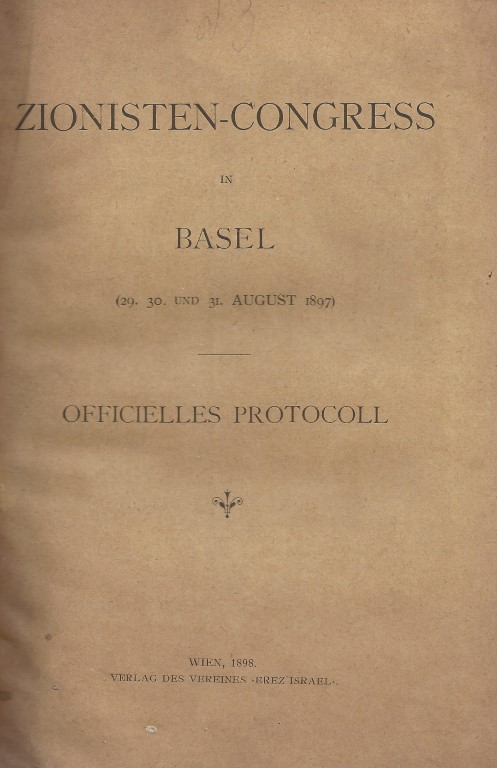
Sionist-Congress in Basel (29-31 agosto 1897) Protocolo Oficial. Viena: Verlag des Vereines "Erez Israel", 1898.

Após uma abertura festiva em que os representantes chegaram em traje de gala, fraque e gravata branca, o Congresso passou à pauta. Os principais itens da agenda foram a apresentação dos planos de Herzl, o estabelecimento da Organização Sionista e a declaração dos objetivos do sionismo - o programa da Basiléia .
De acordo com o Protocolo Oficial de 200 páginas, a conferência de três dias incluiu os seguintes eventos:

### Dia 1: Domingo, 29 de agosto
1. Karpel Lippe, delegado de Jassy, discurso de abertura
2. Theodor Herzl, discurso
3. Max Nordau, delegado de Paris, discurso
4. Abraham Salz, discurso
5. Jacob de Haas, discurso
6. Jacques Bahar, discurso
7. Samuel Pineles, delegado de Galata, discurso
8. Alexander Mintz, delegado de Viena, discurso
9. Mayer Ebner, discurso
10. Dr. Rudolf Schauer, delegado de Bingen am Rhein, discurso
11. Professor Gregor Belkovsky, delegado de Sofia, discurso
12. János Rónai, delegado de Blaj, discurso
13. Adam Rosenberg, delegado de Nova York, discurso
14. Nathan Birnbaum, delegado de Viena, discurso
15. David Farbstein, delegado de Zurique, discurso

### Dia 2: segunda-feira, 30 de agosto
1. O presidente, e discussão moderada
2. Dr. Max Bodenheimer, delegado de Colônia, discurso
3. Discussão em grupo
4. Jacob Bernstein-Kohan, discurso
5. M. Moses, discurso

### Dia 3: terça-feira, 31 de agosto
1. Dr. Kaminka, discurso
2. Adam Rosenberg, discurso
3. Mordecai Ehrenpreis, discurso
4. Discussão em grupo

## Primeiro Executivo Sionista
O "Executivo Sionista" eleito pelo Primeiro Congresso consistia em:
- Viena (5): Theodor Herzl, Moses Schnirer, Oser Kokesch, Johann Kremenezky e Alexander Mintz (este último no lugar de Nathan Birmbaum)[14]
- Áustria (exceto Galícia e Bucovina) (1): Dr. Sigmund Kornfeld
- Galiza (2): Abraham Salz, Abraham Adolf Korkis
- Bucovina (1): Mayer Ebner
- Rússia (4): Rabino Samuel Mohilever, Prof. Max E. Mandelstamm, Jacob Bernstein-Kohan, Isidor Jasinowski
- França (2): Bernard Lazare, Jacques Bahar
- Romênia (2): Karl Lippe, Samuel Pineles
- Bulgária e Sérvia (1): Prof. Gregor Belkovsky
- Alemanha (2): Rabino Isaac Rülf, Max Bodenheimer

Além disso, foi acordado que um representante seria nomeado para cada um da Grã-Bretanha, América e Palestina. Isso foi proposto para acontecer mais tarde em assembleias convocadas publicamente.

## Programa de Basileia

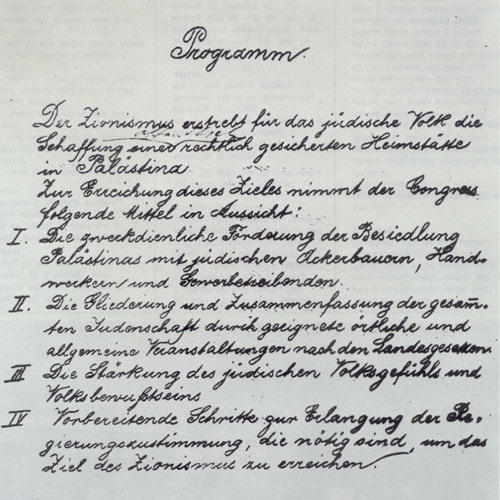
"Programa de Basileia"

No segundo dia de suas deliberações (30 de agosto), versão submetida ao Congresso por um comitê sob a presidência de Max Nordau, afirmava-se: “O sionismo busca estabelecer um lar para o povo judeu na Palestina garantido pelo direito público". Isso deu uma expressão clara à visão política sionista de Herzl, em contraste com as atividades orientadas para o assentamento do Hovevei Zion, mais livremente organizado. Para atender a meio do pedido de vários delegados, o mais proeminente deles foi Leo Motzkin, que buscou a inclusão da frase "pelo direito internacional", uma fórmula de compromisso proposta por Herzl foi finalmente adotada.
O programa, que ficou conhecido como Programa da Basiléia, traçou os objetivos do movimento sionista. Foi adotado nos seguintes termos:

## Conquistas

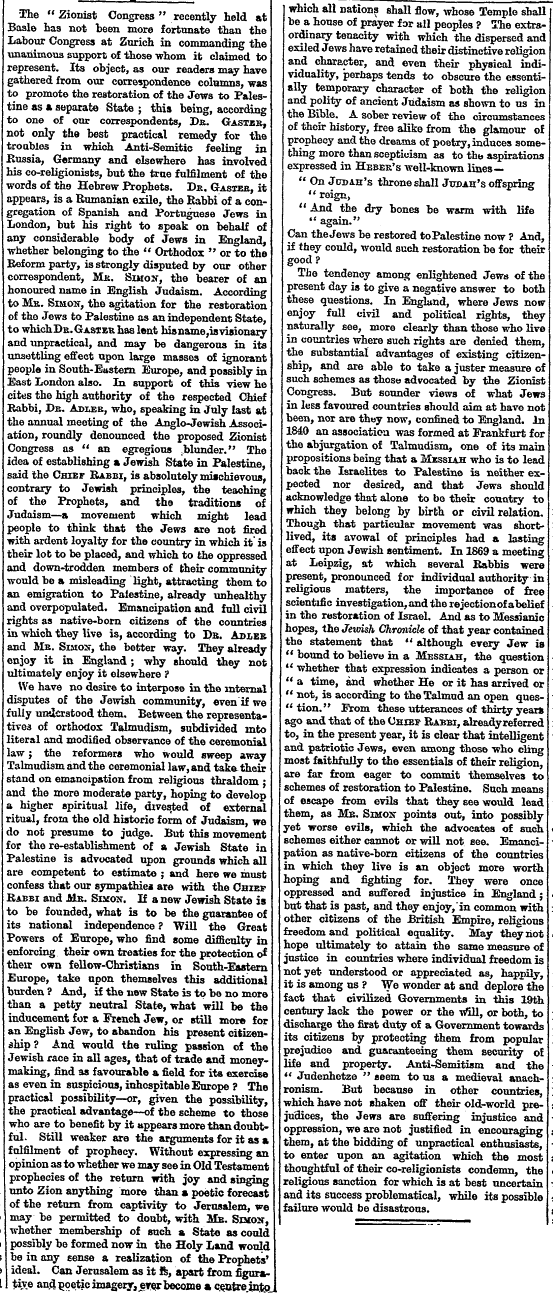
Editorial resumindo as reações dos muitos correspondentes do The Times, 4 de setembro de 1897, quatro dias após o encerramento do congresso.

O Primeiro Congresso Sionista é creditado pelas seguintes realizações:
- A formulação da plataforma sionista (o programa Basel, acima)
- A fundação da Organização Sionista
- A adoção de Hatikvah como seu hino
- A absorção da maioria das sociedades anteriores de Hovevei Zion
- A sugestão para a criação de um banco popular, e
- A eleição de Herzl como presidente da Organização Sionista e Max Nordau um dos três vice-presidentes.

Theodor Herzl escreveu em seu diário (3 de setembro de 1897):
Were I to sum up the Basel Congress in a word - which I shall guard against pronouncing publicly - it would be this: At Basel I founded the Jewish State. If I said this out loud today l would be greeted by universal laughter. In five years perhaps, and certainly in fifty years, everyone will perceive it.— Theodor Herzl (1897)
Os congressos subsequentes fundaram várias instituições para a promoção deste programa, nomeadamente um banco popular conhecido como Jewish Colonial Trust, que era o instrumento financeiro do sionismo político. Seu estabelecimento foi sugerido no Primeiro Congresso Sionista em 1897; os primeiros passos definitivos em direção à sua instituição foram dados no Segundo Congresso Sionista em Colônia, Alemanha, em maio de 1898. Para o Quinto Congresso Sionista, o Fundo Nacional Judaico foi fundado para a compra de terras na Terra de Israel e, posteriormente, a Comissão Sionista foi fundada com sociedades subsidiárias para o estudo e melhoria da condição social e econômica dos judeus na Terra de Israel.
A Comissão Sionista era um grupo informal estabelecido por Chaim Weizmann . Realizou pesquisas iniciais na Palestina e ajudou na repatriação de judeus enviados ao exílio pelos turcos otomanos durante a Primeira Guerra Mundial. Expandiu o escritório do ZO na Palestina, que foi estabelecido em 1907, em pequenos departamentos de agricultura, assentamento, educação, terra, finanças, imigração e estatísticas. Em 1921, a comissão tornou-se a Executiva Sionista Palestina, que atuava como Agência Judaica, para assessorar as autoridades do mandato britânico sobre o desenvolvimento do país em assuntos de interesse judaico.
A Comissão Sionista era um grupo informal estabelecido por Chaim Weizmann . Realizou pesquisas iniciais na Palestina e ajudou na repatriação de judeus enviados ao exílio pelos turcos otomanos durante a Primeira Guerra Mundial. Expandiu o escritório do ZO na Palestina, que foi estabelecido em 1907, em pequenos departamentos de agricultura, assentamento, educação, terra, finanças, imigração e estatísticas. Em 1921, a comissão tornou-se a Executiva Sionista Palestina, que atuava como Agência Judaica, para assessorar as autoridades do mandato britânico sobre o desenvolvimento do país em assuntos de interesse judaico.
O Congresso Sionista se reunia todos os anos entre 1897 e 1901, exceto nos anos de guerra, a cada dois anos (1903-1913, 1921-1939). Em 1942, uma " Conferência Sionista Extraordinária " foi realizada e anunciou um afastamento fundamental da política sionista tradicional com sua exigência de "que a Palestina fosse estabelecida como uma Comunidade Judaica". Tornou-se a posição oficial sionista quanto ao objetivo final do movimento.  Desde a Segunda Guerra Mundial, as reuniões acontecem aproximadamente a cada quatro anos e, desde a criação do Estado de Israel, o Congresso é realizado em Jerusalém .

## Galeria

A bandeira do Primeiro Congresso Sionista
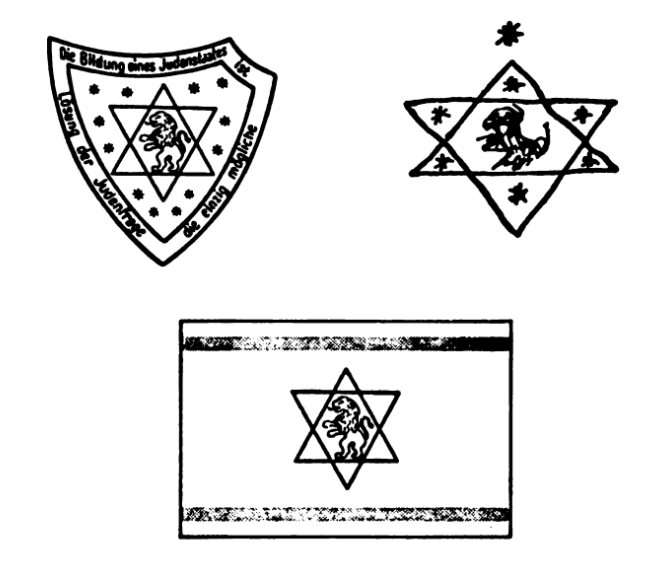
Rascunhos de 1897 da bandeira sionista de Max Bodenheimer (canto superior esquerdo) e Herzl (canto superior direito) da bandeira sionista, em comparação com a versão final usada no congresso